# Joseph Arch
Joseph Arch (Barford, Warwickshire, 10 de novembro de 1826 — Londres, 12 de fevereiro de 1919) foi um político inglês, nascido em Barford, Warwickshire, que desempenhou um papel fundamental no que Karl Marx chamou de o "grande despertar" dos trabalhadores agrícolas em 1872.

## Biografia
Joseph Arch, um experiente e respeitado trabalhador agrícola, tornou-se um pregador metodista e foi a ele que os trabalhadores agrícolas se voltaram.
A primeira centelha de resistência veio de um grupo corajoso de trabalhadores agrícolas em Weston under Wetherley, que escreveu uma carta para o jornal local, denunciando os seus pequenos ganhos e sugerindo que o salário dos trabalhadores agrícolas fosse elevado para, pelo menos, dois xelins e seis pênis por dia.
Uma primeira reunião foi realizada em 7 de fevereiro e outra foi marcada para a semana seguinte, em de 14 de fevereiro de 1872. Esperando encontrar menos de trinta pessoas no pub Stag's Head em Wellesbourne, Arch viu em sua chegada que havia mais de 2.000 trabalhadores agrícolas presentes para ouvi-lo falar, em uma noite escura e úmida de inverno, os trabalhadores seguravam lampiões para iluminar o encontro.
Em 21 de fevereiro, em baixo de uma castanheira em Wellesbourne ficou decidido que seria eleita uma comissão. A comissão reuniu-se na antiga fazenda de John Lewis, em Wellesbourne.
Na Sexta-feira Santa, 29 de março de 1872, os trabalhadores rurais de todas as partes de South Warwickshire se reuniram em Leamington para formar a União dos Trabalhadores Agrícolas de Warwickshire.
Em 29 de maio de 1872 em Leamington, a União Nacional dos Trabalhadores Agrícolas foi fundada; Arch tornou-se seu presidente e as contribuições monetárias foram fixadas em dois pence por semana.
Logo em seguida veio um aumento nos salários dos trabalhadores agrícolas; que teve um efeito imprevisto de destruir a união dos trabalhadores, que, considerando ter alcançado seu objetivo, deixou de se reunir. Mais tarde, a demissão de sindicalistas pelos proprietários rurais tornou-se generalizada.
A união finalmente entrou em colapso em 1896, mas foi ressuscitada como a União Nacional dos Trabalhadores Agrícolas e Aliados em 1906.
Arch manteve a popularidade suficiente para ser eleito para o parlamento por North West Norfolk como um Liberal, em 1885; e apesar de derrotado no ano seguinte, devido à sua política em relação à Home Rule irlandesa, recuperou o seu posto em 1892, e manteve-o até 1895, retirando-se em 1900. Era muito respeitado na Câmara dos Comuns.